# Душан Влахович
Душан Влахович (на сръбски: Душан Влаховић) е сръбски футболист, който играе за италианския клуб Ювентус и националния отбор на Сърбия.

## Клубна кариера

### Партизан
Влахович е роден на 28 януари 2000 г. в Белград. Като дете играе в футболна школа – Алтина. По-късно има и един мач в състава на Цървена Звезда. Нападателят по-късно отива да играе в Партизан Белград. Само година след като преминава в Партизан, той подписва първия си професионален договор – в този момент нападателят е на 15 години. В началото на 2016 г., когато Душан навършва 16 години, той започва да тренира с основния отбор. Желанието му за голове е отбелязано от тогавашния треньор на Партизан Иван Томич. Специалистът сравнява младежа с легендата на Милан Филипо Индзаги.
„Миналата зима го извиках в първия отбор. Той стана най-младият дебютант в историята на сръбския футбол. Влахович не се страхува от нищо, той живее за голове, както направи Пипо Индзаги“, казва Томич.
Влахович става най-младият играч в историята на Партизан. Нападателят също е и най-младият реолизатор в клуба (16 години и 3 месеца), и най-младият играч в историята на Вечното дерби с Цървена звезда. Влахович привлича вниманието на Арсенал и Ювентус. Партизан отхвърли всички оферти, но през лятото на 2017 г. младият нападател въпреки това се договоря за предварителен договор с Фиорентина, което предизвика недоволство в на Ювентус. Влахович не е допуснат до Италия и продължава да тренира с Партизан до 18-ия си рожден ден.

### Фиорентина
В началото на юли 2018 г. Влахович подписва договор с италианския клуб Фиорентина до 30 юни 2023 г. Сумата на трансфера е 1,5 милиона евро. Поради административни разпоредби той не може да играе до 1 юли 2018 г. 
През сезон 2019/20 Влахович е „де факто“ включен в отбора. На 18 август 2019 г. Влахович отбелязва първите си голове за Фиорентина при победа с 3 – 1 над Монца в Купата на Италия. На 10 ноември той отбелязва първите си голове в лигата при поражение с 5 – 2 като гост от Фиорентина срещу Каляри.
През сезон 2020/21 Влахович намира все повече място в титулярите, особено след пристигането на Чезаре Прандели начело на Фиорентина. На 22 декември 2020 г. той вкарва гол при гостуването на Фиорентина с 3:0 над Ювентус в Торино, което бележи първата домакинска победа на „бианконерите“ след 12 години. Нападателят завършва сезон 2020/21 с 21 гола, спечелвайки титлата за млад играч на годината в Серия А.
Влахович започва сезон 2021/22, като отбелязва при победа с 4 – 0 над Козенца в Купата на Италия 2021 – 22. На 31 октомври 2021 г. той отбелязва още един хеттрик, този път при победа с 3:0 над Специя. На 19 декември 2021 г. Влахович отбелязва своя 33-ти гол в Серия А за календарната година и става единственият играч заедно с Кристиано Роналдо през 2020 г., който постига такава оценка в Серия А.

### Ювентус
На 28 януари 2022 г., на 22-рия си рожден ден, Влахович подписва четиригодишен договор с Ювентус. Сделката е оценена на 70 милиона евро плюс 10 милиона евро бонуси, свързани с представянето.

## Постижения

### Партизан
- Носител на Купата на Сърбия: 2015/16